# Deltocephalus nigriventris
Deltocephalus nigriventris är en insektsart som beskrevs av Kuoh 1985. Deltocephalus nigriventris ingår i släktet Deltocephalus och familjen dvärgstritar. Inga underarter finns listade i Catalogue of Life.